# Aesch (Lucerna)
Aesch es una comuna suiza del cantón de Lucerna, situada en el distrito de Hochdorf. Limita al norte con la comuna de Fahrwangen (AG), al este con Schongau, al sureste y suroeste con Hitzkirch, al sur con Altwis, y al oeste con Beromünster y Beinwil am See (AG).